# Ardezie

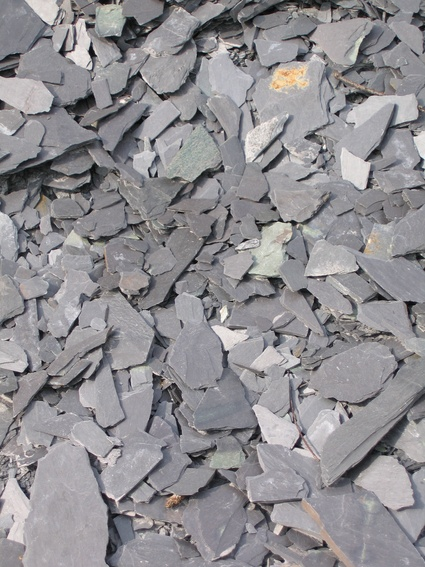
Plăci de ardezie

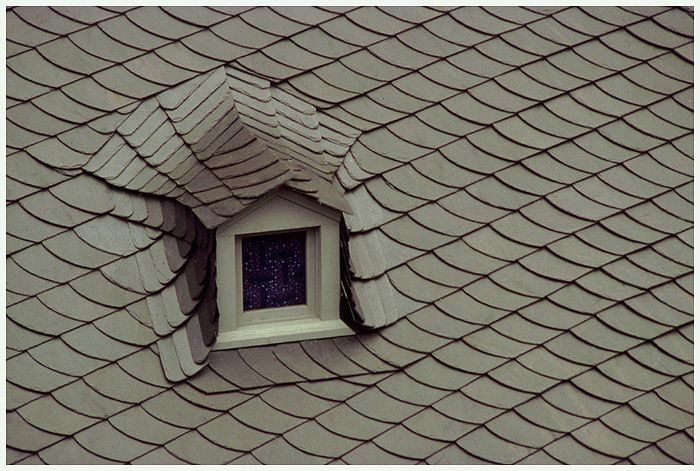
Acoperiș de ardezie

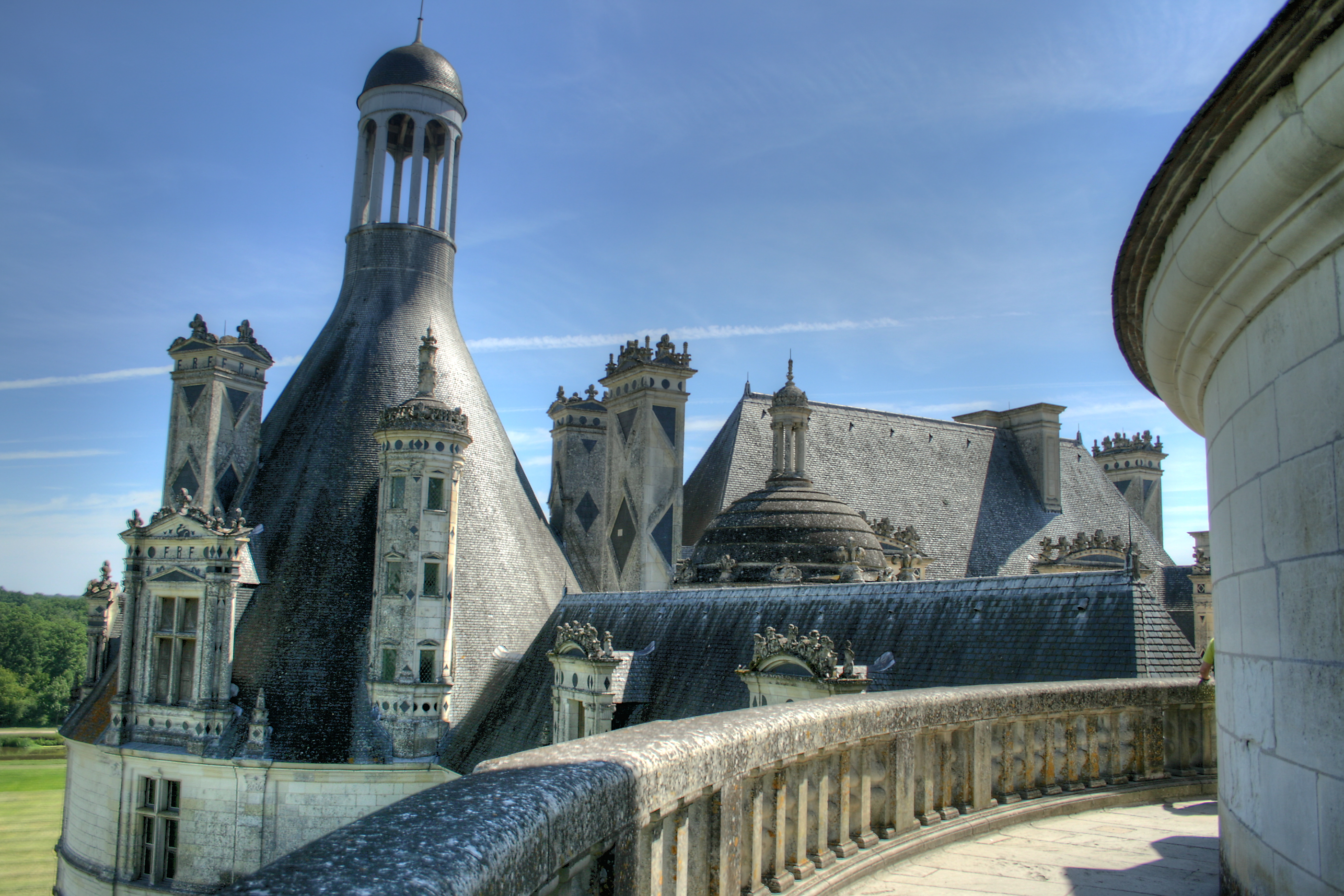
Acoperiș de ardezie (Castelul Chambord)

Ardezia este o rocă de origine sedimentară, formată din gresie argiloasă sau argilă cu granule fine, întărită din cauza presiunii.
Ardezia poate conține cantități variabile de cuarț sau feldspat. Se prezintă sub formă de foi, de obicei într-o culoare opac albastru închis, care se pot desface ușor în plăci subțiri, utilizate local la acoperirea caselor, la confecționarea unor plăci izolante sau ca dale pentru pardoseli. S-a folosit în trecut la fabricarea tăblițelor pentru școlarii începători.
În România un zăcământ mai important este cel de la Deva.
În Franța s-a folosit în formă de plăci pentru acoperișurile caselor și al castelelor.